# برگ‌های علف
بَرگ‌های عَلَف (Leaves of Grass) کتاب شعر بزرگی به زبان انگلیسی از والت ویتمن شاعر مدرن آمریکایی است. این کتاب از ستوده شده‌ترین کتاب‌های شعر آمریکا است. کتابی که ویتمن پس از چاپ اول، ۳۷ سال آن را ویرایش کرد تا قاموس شعر مدرن آمریکا را بسازد. جان باروز طبیعی دان و مقاله نویس مشهوری است که شهرت عمده اش را از تأثیر بر ناتورالیسم ادبی دارد. وی مقدمه‌ای برچاپ برگهای علف نوشته که این کتاب را «بی پرواترین و جنجال‌برانگیزترین اثر در ادبیات آمریکا» معرفی می‌کند. ویتمن پس از اولین چاپ برگهای علف، نسخه‌ای از آن را برای رالف والدو امرسون فرستاد و او نامه تحسین آمیزی در پاسخ نوشت که در مقدمه ویرایش دوم کتاب چاپ شد و تأثیر مناسبی بر فروش آن داشت. امرسون در این نامه برگهای علف را با جمله «فوق‌العاده‌ترین قطعه هوش و فرزانگی که آمریکا تا کنون پدیدآورده‌است» تحسین می‌کند.

## عنوان کتاب
برگهای علف دیوان شعر والت ویتمن و کتاب اصلی اوست. اینکه چرا ویتمن این نام را برای کتابش برگزیده، جای تأمل دارد. او از ۱۲ سالگی وارد صنعت چاپ و نشر شد، ناشرها به کتاب‌های بی‌ارزشی که با کیفیت پایین چاپ می‌کردند، «علف» می‌گفتند و به کاغذی که این‌گونه کتاب‌ها با آن چاپ می‌شد، «برگ». از دیگر سو ویتمن در شعرهای این کتاب بارها از کلمات برگ و علف استفاده کرده‌است، تا اینکه در شاهکار «آواز خودم» در برگهای علف می‌نویسد: «من باور دارم، یک برگ علف کمتر نیست از کار روزمرهٔ ستارگان».

## شعر آزاد ویتمن
دستاورد بزرگ ویتمن، پدیدآوردن یک شعر آزاد کاملاً آمریکایی است. زمانی که شعر مرسوم انگلیسی قطعهٔ فاخر و وزینی بود آمیخته از سمبولیسم، مذهب و هرآنچه غیر تجربی است؛ برگهای علف در متعالی کردن جسم آدمی و جهان مادی نوشته شد. شعری که ستایشگر طبیعت و انسان به مثابه یک فرد و نه یک جز است. با گستره شگرفی از موضوعات و دیدگاه‌های متفاوت که روح دموکراتیک آمریکای جدید را در بر می‌گیرد. شعر آهنگین ویتمن مرزهای فرم شعر را شکست، جملاتی بلند، چند بخشی و روایت گونه که جابه‌جا از تکنیک‌های شعر و الگوهای وزن بهره برده، اما هرگز تسلیم قالب‌ها و قواعد وزنی شعر مرسوم نشده‌است. از این رو بیانیه شعر آزاد ویتمن هم قالب و هم محتوای شعر را در بر می‌گیرد. او خود در برگهای علف نوشته: «دوران قافیه و قافیه پردازی به سر رسیده‌است … آمریکا خود داوری می‌کند، به او فرصت دهید…». او شعر را به ساده‌ترین زبان می‌نوشت که نیازی به تفسیر دست چندم نداشته باشد؛ در شعر «آواز خودم» در برگهای علف می‌نویسد: «تو دیگر نبایست چیزی را دست دوم و سوم بگیری، یا نه از چشمان مرده نگاه کنی، یا نه از اشباح کتابها تغذیه…».

## واکنش‌ها
شعر آزاد ویتمن به علت ناسازگاری با شعر رایج انگلیسی آماج نقدهای فراوان قرار گرفت و واکنش‌هایی بسیار گوناگون ایجاد کرد. در نقدی که مجلهٔ Life Illustrated در ۱۸۵۵ بر برگهای علف منتشر کرد، آمده‌است: «این به هیچ کتاب دیگری که تا کنون نوشته شده شباهت ندارد، از این رو زبانی که برای نقد نوشته‌های جدید به کار می‌رود برای این کتاب موجود نیست». در میان واکنش‌های اولیه بر برگهای علف از منتقدان مشهور عباراتی چون «توده‌ای آشغال احمقانه» نیز به چشم می‌خورد. ویتمن به خاطر این کتاب از کار خود در وزارت داخله اخراج گردید، پس از اینکه دبیر وزارتخانه متوجه شد او نویسنده کتابی بوده‌است که وی آن را به شدت موهن دانسته بود. برگهای علف یک دهه با عنوان ادبیات مستهجن تحریم شد و سپس به عنوان بنیان شعر آمریکایی مورد ستایش قرار گرفت.